# Cicatrices del alma
Cicatrices del alma es una telenovela mexicana, dirigida por Alfredo Gurrola y producida por Eugenio Cobo para la cadena de televisión Televisa.
Se estrenó por El Canal de las Estrellas el 29 de septiembre de 1986 en reemplazo de Marionetas y finalizó el 27 de marzo de 1987, siendo reemplazado por Cómo duele callar.
Fue protagonizada por Norma Herrera y Germán Robles, con la participación antagónica de Gregorio Casal.
El libreto de esta telenovela surgió del famoso concurso que Televisa hiciera en la década de los 80 con el fin de encontrar a nuevos guionistas de telenovelas, no fue la ganadora pero es la primera en producirse con buena audiencia.

## Argumento
Elvira es una infeliz mujer que ha soportado durante años el maltrato y la humillación de su cruel marido Octavio, además de sufrir el desprecio de sus malagradecidos hijos Lucila y Alfredo. Esto ha provocado que con el tiempo Elvira se convierta en una mujer débil e insegura. Pero la vida le dará una nueva oportunidad para ser feliz, cuando reciba una millonaria herencia y le abra las puertas a un nuevo amor.

## Elenco
- Norma Herrera -  Elvira Contreras de Rivas-Castilla
- Germán Robles - Imanol Fonseca de Landeros
- Gregorio Casal - Octavio Rivas-Castilla Albanera
- Rebeca Rambal - Lucila Rivas-Castilla Contreras
- José Elías Moreno - Alfredo Rivas-Castilla Contreras
- Delia Casanova - Blanca Andrade
- Juan Carlos Serrán - Sandro Valencia Ordóñez
- Magda Karina - Graciela
- Lucero Lander - Susana
- Luis Couturier - Federico
- Edgardo Gazcón - Francisco
- América Gabriel - Inés
- Socorro Bonilla - Hermana Refugio
- Héctor Ortega - Padre René
- Susana Kamini - Eleonora
- Rosario Gálvez - Pastora
- Beatriz Moreno - Panchita
- Abraham Stavans - Ramiro
- Iliana Ilisecas - Martha
- Ari Telch - Samuel
- Jaime Lozano - Martín
- Carmen Cortés - Rosa
- Rafael del Villar - Marco
- Rosa María Morales - Bertha
- Lilia Sixtos - María
- Irlanda Mora - Montserrat
- Azucena Rodríguez - Madre Superiora
- Mario Alberto León - Pedro
- Antonio Farré - Darío
- Isaura Espinoza - Diana
- Elizabeth Dupeyrón - María José
- Aurora Molina - Dolores
- Armando Calvo - Don Paco
- Ursula Flores - Natalia
- Antonio Farré - David
- Alda Rolán - Pilar
- Miguel Rodarte - Javier
- Susana Kamini - Eleonora
- Enrique Barrera - Gustavo
- Ricardo Cervantes

## Equipo de producción
- Historia original: Liliana Abud, Lindy Giacoman, Eric Vonn
- Edición literaria: Nina Banne
- Tema original: Cicatrices del alma
- Autora: Amparo Rubín
- Tema musical: Perdóname
- Intérprete: Erika Buenfil
- Música compuesta por: Amparo Rubín
- Escenografía: Alejandro García
- Ambientación: Eneida Rojas
- Jefe de producción: Paulina Viesca Azuela
- Coordinación: Rossana Ruiz
- Dirección de cámaras: Alejandro Frutos
- Dirección de escena: Alfredo Gurrola
- Productor: Eugenio Cobo

## Música
- La música original de la telenovela estuvo a cargo de la maestra Amparo Rubín quien compuso un tema principal para la telenovela y 14 temas incidentales más (un total de 40:20 minutos de música aproximadamente); el soundtrack completo de la telenovela llegó a comercializarse en un LP de la misma época.

## Premios y nominaciones

### Premios TVyNovelas 1987
| Categoría                 | Nominado(a)            | Resultado |
| ------------------------- | ---------------------- | --------- |
| Mejor actriz protagónica  | Norma Herrera          | Nominada  |
| Mejor villano             | Gregorio Casal         | Nominado  |
| Mejor revelación femenina | Magda Karina           | Nominada  |
| Mejor escritor            | Eric Vonn Liliana Abud | Nominados |

## Versiones
- En 2005 la productora MaPat López de Zatarain realizó, también para Televisa, un remake de esta historia titulado Piel de otoño, llevando como protagonistas a Laura Flores y René Strickler, y a Sergio Goyri como el antagonista.

## Repeticiones
- Transmitida en 1993 en el canal 27 de Cablevisión.